# Avel Enoukidzé
Avel Sofronovitch Enoukidzé, dit « tonton » ou « oncle Abel », né le 19 mai 1877 en Géorgie, mort exécuté le 30 octobre 1937 à Moscou, est un révolutionnaire géorgien et un dirigeant de l'Union soviétique.

## Biographie

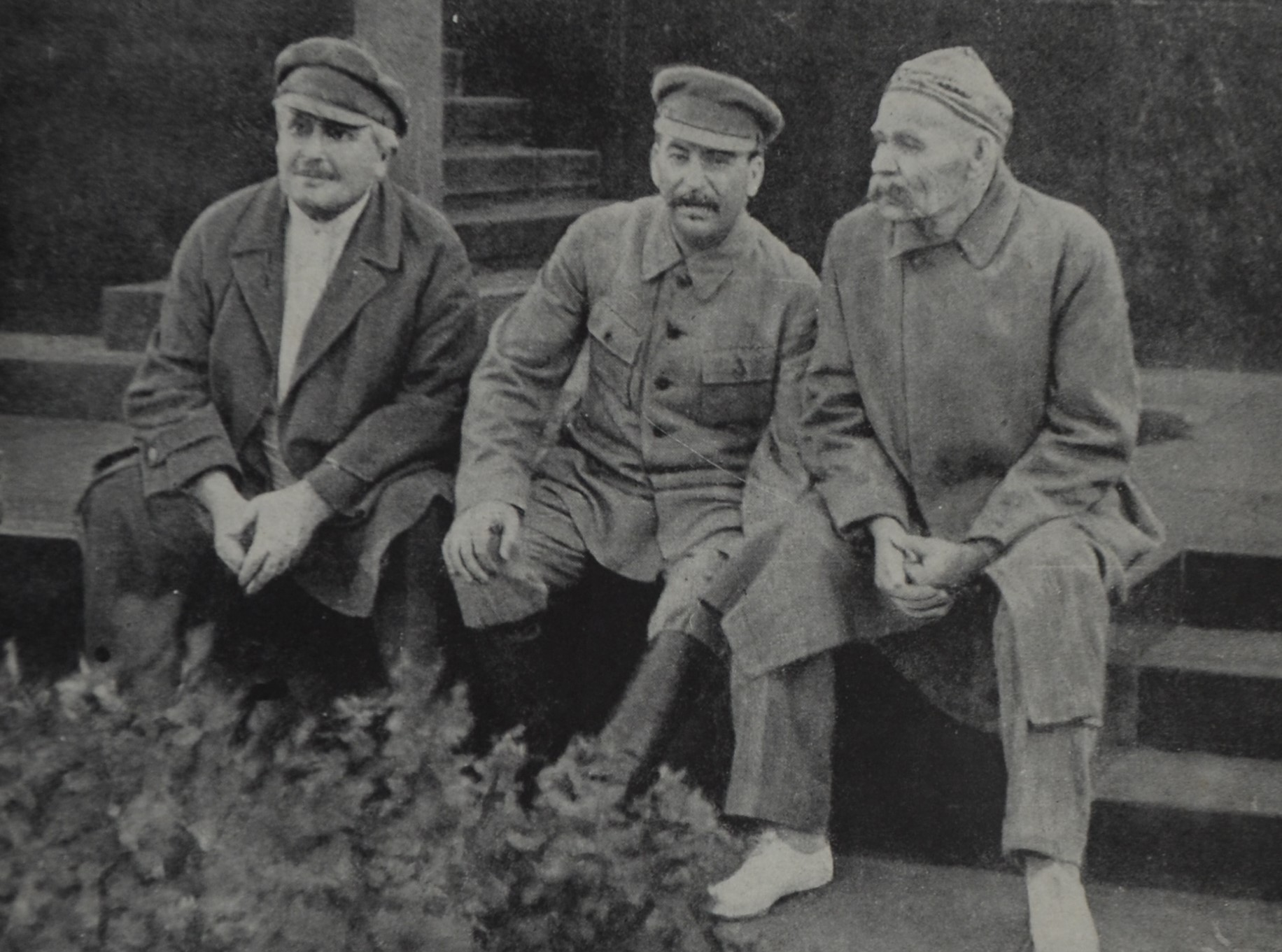
Avel Enoukidzé, Joseph Staline et Maxime Gorki sur la place Rouge en 1931.

Ami d'enfance de Joseph Staline, ex-séminariste de Tiflis comme lui, il entre comme lui au POSDR, qu'il organise à Bakou en 1899. Membre de l’Iskra en 1901, il est plusieurs fois arrêté. Il fonde en 1903 une imprimerie bolchevique clandestine à Batoumi. Incorporé dans l'armée au début de la Première Guerre mondiale, il milite dans une organisation bolchevique clandestine au sein de la garnison de Pétrograd.
Après la révolution russe d'octobre 1917, il devient, comme d'autres membres de la diaspora caucasienne proches de Staline (Grigory Ordjonikidze, Lavrenti Beria) l'un des principaux dirigeants soviétiques, occupant un temps les fonctions de secrétaire de l'Exécutif central du Congrès des Soviets.
Membre du Commissariat du Peuple pour l'Éducation, l'Éclaircissement et les Sciences (Narkompros) dirigé par Anatoli Lounatcharski, il est président des conseils du Théâtre Bolchoï et du Théâtre d'art de Moscou de 1922 à 1935.
Staline commence à se méfier de lui en 1930, lui reprochant sa proximité avec les « droitistes ». Le 7 août 1932, il cosigne avec Mikhaïl Kalinine et Viatcheslav Molotov la « loi des épis ». Lors du suicide de l’épouse de Staline cette même année, il est le premier dirigeant sur place, ce dont Staline lui tint rigueur ultérieurement. Ce fut lui qui écrivit son avis de décès dans la Pravda, avec une lettre de condoléances des dirigeants et de leurs épouses.
Auteur de Mémoires, il s'attire les foudres de Staline et doit publier un article signé dans la Pravda du 16 janvier 1935, dans lequel il affirme avoir exagéré son propre rôle dans l'organisation du mouvement révolutionnaire en Transcaucasie et à tort minimisé l'importance de Staline à cette époque.
Il est relevé de ses fonctions en juin 1935, et Nikolaï Iejov obtient son exclusion du PCUS. Jugé en huis clos comme espion et traître, il est fusillé en 1937. Lors du procès de Moscou de 1938, il est accusé d'avoir donné l'ordre à Guenrikh Iagoda d'assassiner Sergueï Kirov en 1934. Il fut enterré dans la fosse commune du cimetière Donskoï.
Enoukidzé fait partie des victimes des Grandes Purges qui ont été réhabilitées.
Son personnage a, au moins en partie, inspiré le personnage d'Arkadi Apollonovitch Simpleïarov, « président de la Commission pour l’acoustique des théâtres de Moscou », à Mikhaïl Boulgakov pour son roman Le Maître et Marguerite.